# Edward Simpson (faussaire)
Edward Simpson, dit Flint Jack, est un géologue et faussaire britannique né en 1815. Il était également surnommé Fossil Willy, Old Antiquarian, Cockney Bill, Bones, and Shirtless et était également connu sous les noms de John Wilson, of Burlington, and Jerry Taylor, of Billery-dale, Yorkshire Moors.

## Biographie
Edward Simpson est né en 1815 dans le village de Sleights, dans le Yorkshire du Nord. Très jeune, il devient l'apprenti d'un géologue et historien local, le Dr. George Young,. Il se consacre dans un premier temps à la collection de fossiles avant de s'adonner à la fraude à partir de 1843. Les répliques de silex taillés par Simpson étaient vendues dans l'ensemble du pays et se sont introduites dans les collections de plusieurs musées régionaux et nationaux.

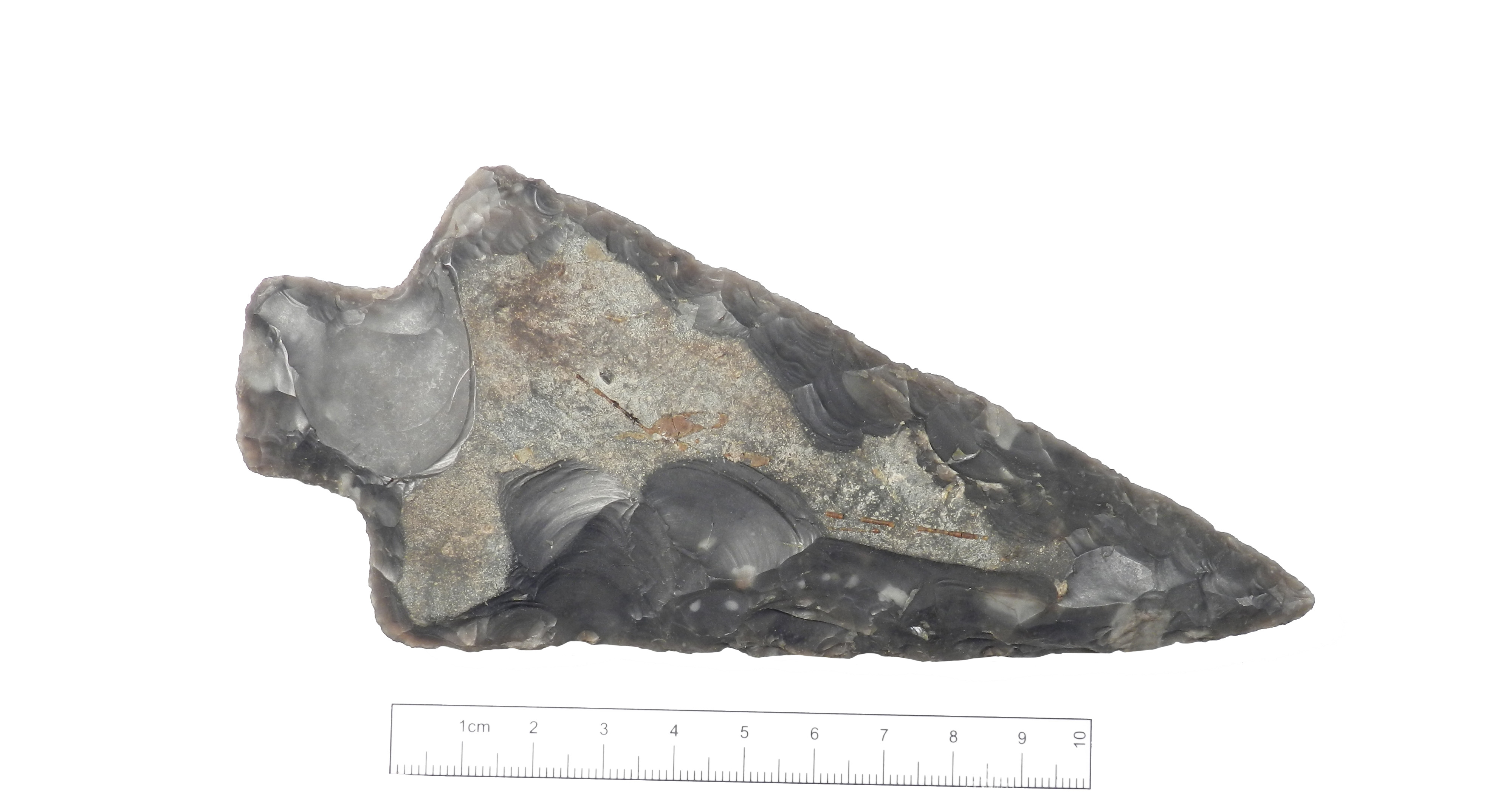
Fer de lance de silex réplique faite par Simpson

En 1862, Jack fait une démonstration de taille de silex à la Geologist's association, à l'invitation du professeur Tennant.
En 1867, Flint Jack est incarcéré pendant 12 mois à Bedford. Une édition de 1871 de The Antiquary met en garde contre sa présence dans le Yorkshire du Nord et précisait que « Son commerce actuel consiste à vendre des pointes de flèche en verre de bouteille, qu'il travaille avec encore plus d'habileté que le silex et qu'il écoule en grandes quantités ». Des avertissements sont aussi publiés à Stamford où il produit des silex, des sceaux monastiques et des anneaux. Il est emprisonné pendant un mois à Northallerton.
Jack fell se fait oublier du public après 1878. Il serait mort pauvrement dans le Yorkshire.

## Articles liés
- Fraude
- Fraude scientifique

### Sources
- (en) Cet article est partiellement ou en totalité issu de l’article de Wikipédia en anglais intitulé « Edward Simpson (forger) » (voir la liste des auteurs).
- (en) Robert Halliday, Simpson, Edward [nicknamed Flint Jack] (c.1815–c.1880), archaeological forger and craftsman, 2004 (DOI 10.1093/ref:odnb/40400)
- (en) Richard Locker, « Flint Jack: Prince of Counterfeiters », sur Out on Ye: Underground Whitby, 10 septembre 2011 (consulté le 20 avril 2014)
- (en)  The Antiquary, 1871, 1872, vol.1, 2, E.W. Allen
- (en) Robert Munro, Archæology and false antiquities, Metheun & Co., 1905 (lire en ligne), « IV. The forgery of antiquities in the British Isles », p. 111-117